# 바이킹 (1958년 영화)
《바이킹》(The Vikings)은 미국에서 제작된 리처드 플레이셔 감독의 1958년 액션, 모험 서사 영화이다. 커크 더글라스 등이 주연으로 출연하였고 제리 브레슬러 등이 제작에 참여하였다.

## 출연

### 주연
- 커크 더글라스
- 토니 커티스
- 어네스트 보그나인
- 재넛 리

### 조연
- 제임스 도날드
- 알렉산더 녹스
- 맥신 오드리
- 프랭크 드링
- 에이린 웨이
- 오손 웰즈

## 기타
- 원작자: Edison Marshall
- 프로듀서: 줄리안 드로드
- 미술: Harper Goff